# Asplenium balansae
Asplenium balansae là một loài dương xỉ trong họ Aspleniaceae. Loài này được Sylvestre mô tả khoa học đầu tiên năm 2010.